# Sinagoga Tempel di Leopoli

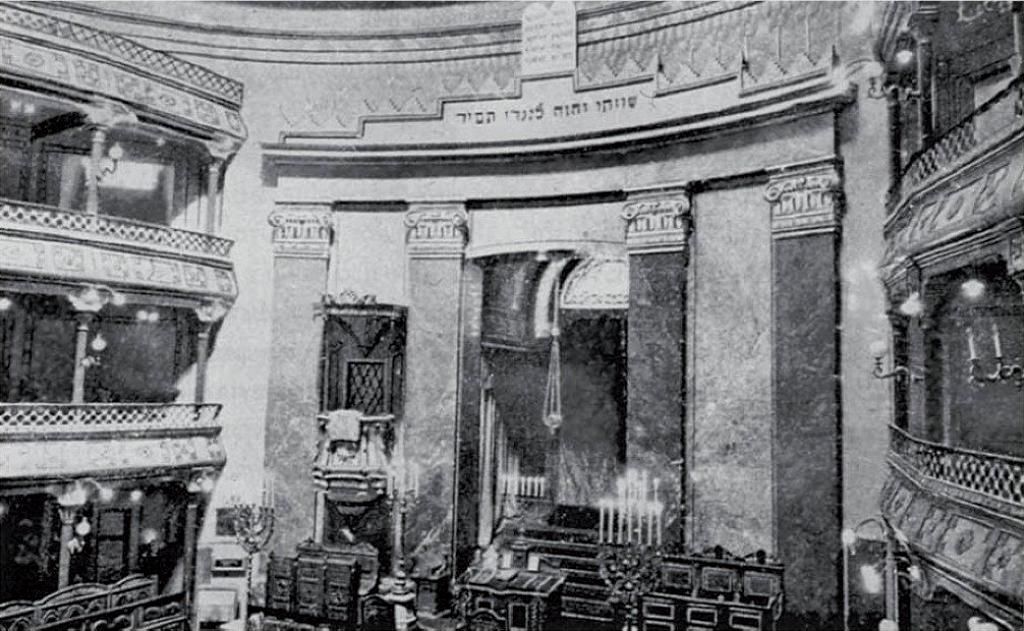
L'interno com'era

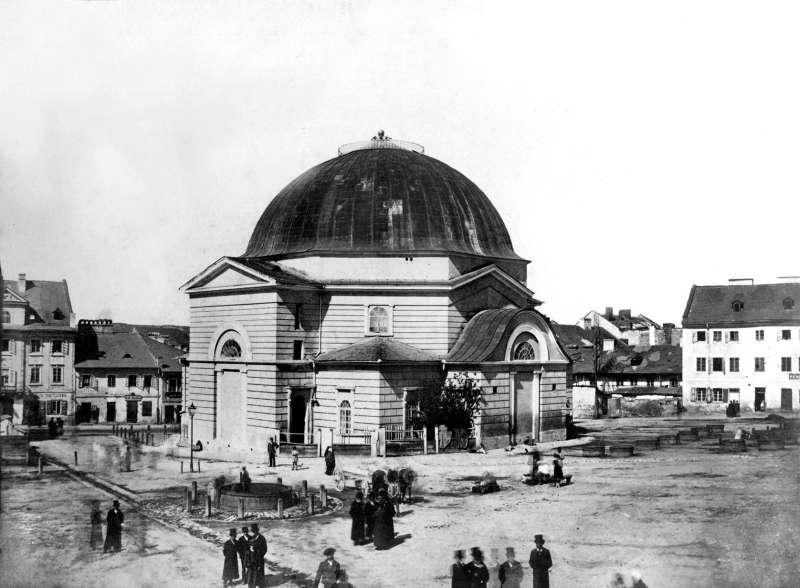
La piazza del mercato con la sinagoga

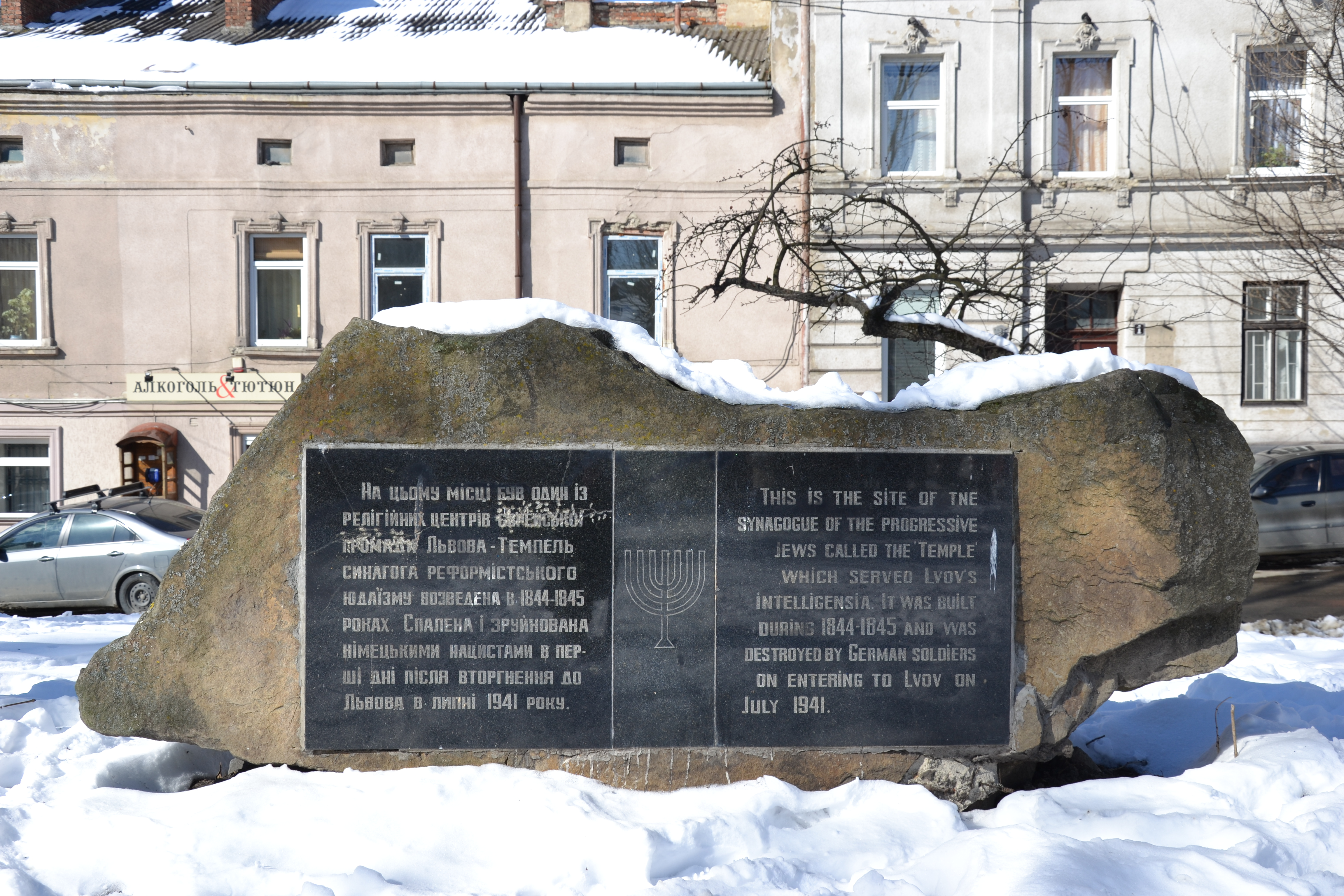
Il monumento commemorativo

La sinagoga Tempel di Leopoli, oggi scomparsa, era la principale sinagoga riformata di Leopoli in Galizia (oggi Ucraina). Costruita tra il 1843 e il 1846 in stile neoclassico, fu incendiata e demolita dai nazisti nel 1941.

## Storia e descrizione
A Leopoli, crocevia di popoli e religioni come indicato anche dai suoi nomi nelle varie lingue delle sue diverse etnie (Lviv, Lvov, Lemberg, Львів, Львов, Leopolis), si sviluppò sin dal XVI secolo una delle maggiori comunità ebraiche d'Europa attorno alla sinagoga della Rosa d'Oro di Leopoli nel centro cittadino e alla sinagoga grande periferica di Leopoli nel quartiere suburbano di Cracovia.
Già lo sviluppo del movimento cassidico alla fine del Settecento aveva spostato gli equilibri tradizionali; alla prima sinagoga cassidica in legno nel 1791 sarebbe seguita l'edificazione nel 1883 della Sinagoga Beit Chasidim di Leopoli. Con la costruzione della monumentale sinagoga Tempel anche il movimento riformato faceva la sua comparsa ufficiale tra il 1843 e il 1846, conquistandosi subito un ruolo di primo piano nella vita ebraica della città. In essa si sarebbero riuniti gli ebrei progressivi, i più cosmopoliti ed integrati nella società asburgica.
L'edificio, a pianta circolare sormontato da una grande cupola, sorse nella zona centrale della Piazza del Mercato Vecchio. L'architetto, Jan Salzman, la concepì come un teatro d'opera con due ordini di gallerie sovrapposte che si affacciavano sulla parete dove come su un enorme palcoscenico neoclassico erano posti l'arca santa e il podio per la lettura.
I lavori cominciarono nel 1843 e la cerimonia di consacrazione avvenne il 18 settembre 1846.
Prima della seconda guerra mondiale esistevano a Leopoli decine di sinagoghe al servizio di una comunità locale di oltre 100.000 abitanti, un terzo dell'intera popolazione della città. Con lo scoppio della seconda guerra mondiale il numero raddoppiò nel 1939-40 con l'arrivo di 100.000 rifugiati dalla Polonia occupata.
L'invasione tedesca nel 1941 portò con sé la distruzione delle sinagoghe e lo sterminio dell'intera popolazione ebraica, di cui solo poche decine di persone sopravvissero.
Anche la sinagoga Tempel fu saccheggiata, data alle fiamme il 14 agosto 1941 e completamente demolita. Di essa resta oggi soltanto in loco un monumento commemorativo, con un testo, in ucraino e inglese, che ricorda la storia della sinagoga: "Questo è il sito della sinagoga degli ebrei progressivi chiamato Il Tempio, che serviva l'intellighenzia di Lvov. Fu costruita durante il 1844-1845 e distrutta dai soldati tedeschi entrati a Lvov nel luglio 1941 "

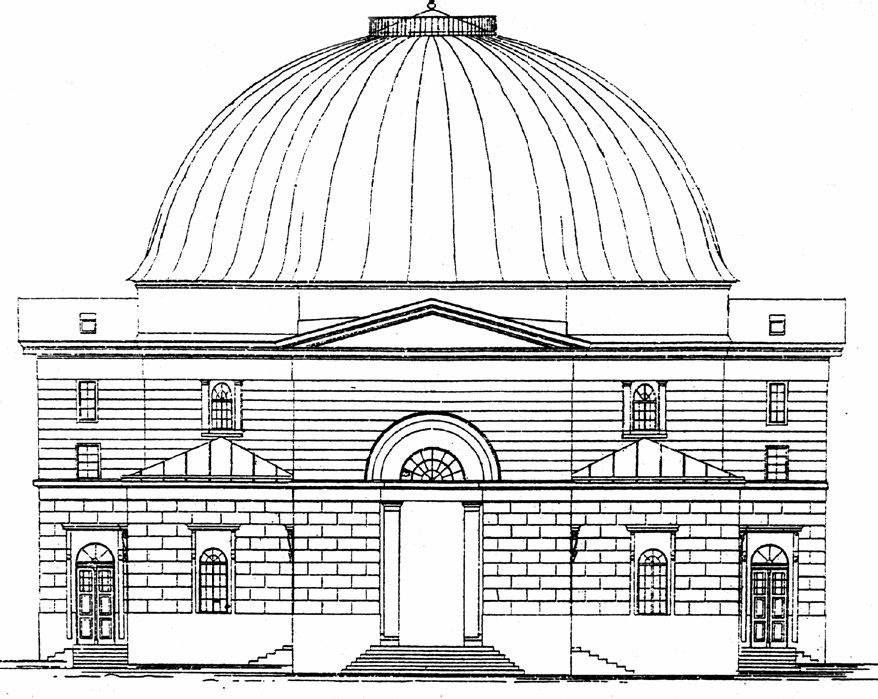
Il disegno della facciata
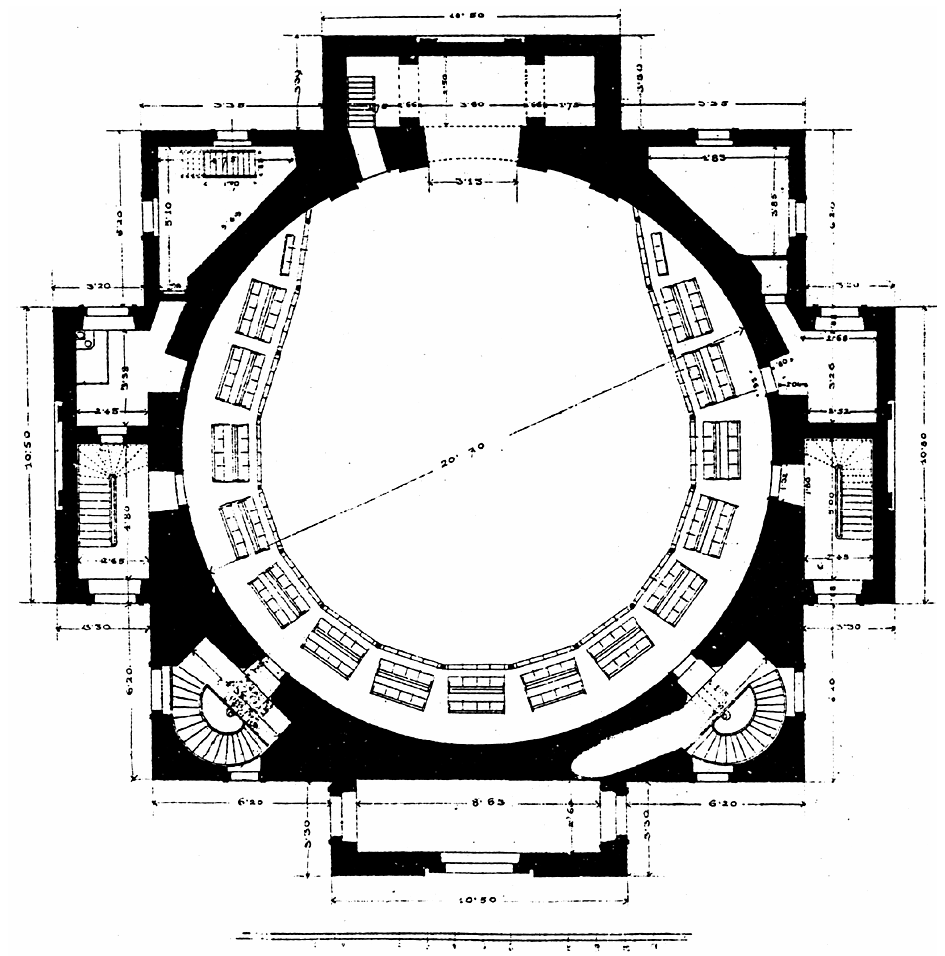
La pianta dell'edificio